# 本是寺
本是寺（ほんぜじ）は、石川県金沢市弥生1丁目にある日蓮宗の寺院。山号は済生山。旧本山は京都立本寺、奠師法縁（奠統会）。周辺の寺院とともに寺町寺院群を形成する。

## 歴史
慶安2年（1649年）本是院日理を開山に創建。明和3年（1766年）法華懺法会を行った。この法会は現在まで金沢市の日蓮宗寺院で受け継がれる。

## 寺宝
- 紙本著色身延山全景俯瞰図 : 金沢市指定民俗文化財で元禄16年（1703年）同寺の発起講一同が寄進したもの。
- 七面天女像 : 一円院日脱（身延山久遠寺31世）に遣わされたもので身延町七面山の像と同体という。

## 参考資料
- 日蓮宗寺院大鑑編集委員会『宗祖第七百遠忌記念出版 日蓮宗寺院大鑑』大本山池上本門寺 (1981年)